# Claudette Colbert
Claudette Colbert (født Émilie Claudette Chauchoin; 13. september 1903 i Saint-Mandé, Frankrig, død 30. juli 1996 i Speightstown, Barbados) var en amerikansk filmskuespiller, født i Paris, og kom til USA som barn.
Hun teaterdebuterede i 1923, og spillede snart hovedroller på Broadway. Efter filmdebuten i 1927 spillede hun først mindre bemærkede hovedroller, men fik et gennembrud med den sensationalistiske rolle i Cecil B. DeMilles The Sign of the Cross (Korsets tegn, 1932), og spillede titelrollen i samme instruktørs Cleopatra (1934). Hun fik Oscar-pris for sit lysende spil mod Clark Gable i Frank Capras It Happened One Night (Det hændte en nat, 1934, Oscar), og viste sig som en dygtig komedienne med hovedroller i blandt andre Bluebeard's Eighth Wife (Rolf Blåskægs ottende kone, 1938) og The Palm Beach Story (1942). Hun var pionerhustru i John Fords Drums Along the Mohawk (Flammer over Mohawk, 1939) og spillede bydamen som havner på hønsefarm i The Egg and I (Ægget og jeg, 1947). Hun spillede sin sidste filmrolle i 1961, men medvirkede siden i en række Broadway-succeser.
Hun har fået en stjerne på Hollywood Walk of Fame.